# Судан на Олімпійських іграх
Судан бере участь в Олімпійських іграх із 1960 року. Ігри 1964 року країна пропустила, а також бойкотувала Олімпіаду 1976 (разом із іншими африканськими країнами) і 1980 (приєдналася до протесту проти введення радянських військ у Афганістан). Жодного разу Судан не брав участі у Зимових Олімпійських іграх.
Судан завоював одну олімпійську медаль — срібло 2008 року в Пекіні, яке для нього здобув легкоатлет Ісмаїл Ахмед Ісмаїл у бігу на 800 м.
Національний олімпійський комітет Судану був заснований 1956 року, а визнаний МОК у 1959.

## Медалісти
| Медаль | Ім'я                | Ігри        | Вид спорту     | Дисципліна             |
| ------ | ------------------- | ----------- | -------------- | ---------------------- |
| Срібло | Ісмаїл Ахмед Ісмаїл | 2008, Пекін | Легка атлетика | Біг на 800 м; чоловіки |